# Dolichopoda sbordonii
Dolichopoda sbordonii är en insektsart som beskrevs av Di Russo och Rampini 2006. Dolichopoda sbordonii ingår i släktet Dolichopoda och familjen grottvårtbitare. Inga underarter finns listade i Catalogue of Life.